# Fresnelsches Parallelepiped
Das Fresnelsche Parallelepiped (auch: Fresnelsches Rhomboeder) ist ein optisches Prisma, das 1817 von Augustin-Jean Fresnel vorgestellt wurde, um 45°-linear-polarisiertes Licht in zirkular-polarisiertes Licht umzuwandeln.
Die Funktion des Parallelepipeds ist daher ähnlich der einer Verzögerungsplatte, jedoch basiert seine definierte Phasenverschiebung nicht auf Doppelbrechung, sondern auf einer zweifachen Totalreflexion in einem bestimmten Winkel. Es hat den Vorteil, dass die Phasenverschiebung im Gegensatz zu {\displaystyle \Delta n} bei der Verzögerungsplatte kaum von der Wellenlänge abhängt.

## Aufbau und Funktionsweise

Strahlengang in einem Fresnelschen Parallelepiped

Die Funktion des Fresnelschen Parallelepipeds basiert auf einer definierten Phasenverschiebung der beiden Komponenten des polarisierten Lichts bei der Totalreflexion an der Innenfläche des Prismas. Dazu wird 45°-linear-polarisiertes Licht senkrecht auf eine Stirnseite des Prismas gelenkt und ohne Richtungsänderung in das Prisma gebrochen. Anschließend fällt es auf eine schräge Längsfläche des Prismas. Ist der Einfallswinkel {\displaystyle \alpha } größer als der Grenzwinkel der Totalreflexion {\displaystyle \alpha _{\text{krit}}}, so wird es dort totalreflektiert. Die dabei auftretende Phasenverschiebung bewirkt, dass aus dem ursprünglich linear-polarisiertem Licht elliptisch-polarisiertes Licht wird. Für die Erzeugung von zirkular-polarisiertem Licht ist daher noch eine zweite Totalreflexion notwendig, bevor das Licht durch die zweite Stirnseite des Prismas austritt.
Für eine definierte Phasenverschiebung von {\displaystyle \delta =90^{\circ }} (führt von 45°-linearer zu zirkularer Polarisation) ist es notwendig, dass das Licht in einem bestimmten Winkel {\displaystyle \alpha } auf die totalreflektierenden Grenzflächen trifft. Dieser Winkel hängt ab vom Grenzwinkel {\displaystyle \alpha _{\text{krit}}} der Totalreflexion, in welchen wiederum der Brechungsindex des eingesetzten Materials einfließt:
{\displaystyle \tan {\frac {\delta }{2n}}={\frac {\cos \alpha {\sqrt {\sin ^{2}\alpha -\sin ^{2}\alpha _{\text{krit}}}}}{\sin ^{2}\alpha }}}
wobei {\displaystyle n} die Anzahl der Totalreflexionen im Parallelepiped ist.
Normalerweise erfolgen bei einem Fresnelschen Parallelepiped zwei Totalreflexionen im Prisma ({\displaystyle n=2\Rightarrow \tan {\frac {\delta }{2n}}=\tan 22{,}5^{\circ }\approx 0{,}4142}).
Für ein Prisma aus Kronglas mit einem Brechungsindex von 1,51 und einem Grenzwinkel der Totalreflexion von {\displaystyle \alpha _{\text{krit}}=\arcsin \!\left({\frac {1}{1{,}51}}\right)\approx 41{,}47^{\circ }}
muss der Einfallswinkel auf die totalreflektierenden Flächen daher  betragen: {\displaystyle \alpha \approx 54{,}62^{\circ }}